# 5-乙氧基二甲基色胺
5-乙氧基二甲基色胺（全称5-乙氧基-N,N-二甲基色胺，缩写5-EtO-DMT，或5-Ethoxy-DMT，或称为O-乙基蟾毒色胺，O-ethylbufotenine），分子式C14H20N2O，是一种色胺衍生物，相关的5-甲氧基色胺同系物有5-甲氧基二甲基色胺等。